# Calophyllum lineare
Calophyllum lineare là một loài thực vật có hoa trong họ Calophyllaceae. Loài này được Kosterm. mô tả khoa học đầu tiên năm 1973.